# Coupe du monde de VTT 2017
Navigation
2016 2018
La Coupe du monde de VTT 2017 est la 27e édition de la Coupe du monde de VTT. Cette édition comprend trois disciplines : cross-country, cross-country eliminator et descente. Les épreuves de cross-country eliminator se déroulent indépendamment des épreuves de cross-country et de descente, en des lieux et des dates différents. Le cross-country comporte six manches et le cross-country eliminator et la descente sept.

## Programme
| # | Pays            | Ville            | Date        | Cross-country | Descente |
| - | --------------- | ---------------- | ----------- | ------------- | -------- |
| 1 | France          | Lourdes          | 29-30 avril |               | •        |
| 2 | Tchéquie        | Nove Mesto       | 20-21 mai   | •             |          |
| 3 | Allemagne       | Albstadt         | 27-28 mai   | •             |          |
| 4 | Grande-Bretagne | Fort William     | 3-4 juin    |               | •        |
| 5 | Autriche        | Leogang          | 10-11 juin  |               | •        |
| 6 | Andorre         | Vallnord         | 1-2 juillet | •             | •        |
| 7 | Suisse          | Lenzerheide      | 8-9 juillet | •             | •        |
| 8 | Canada          | Mont-Sainte-Anne | 5-6 août    | •             | •        |
| 9 | Italie          | Val di Sole      | 26-27 août  | •             | •        |

## Cross-country

### Hommes

#### Élites
| # | Date      | Lieu              | Vainqueur       | Deuxième             | Troisième            | Leader du général |
| - | --------- | ----------------- | --------------- | -------------------- | -------------------- | ----------------- |
| 1 | 21 mai    | Nove Mesto,       | Nino Schurter   | David Valero         | Julien Absalon       | Nino Schurter     |
| 1 | 21 mai    | Nove Mesto,       | 1 h 27 min 35 s | + 26 s               | + 1 min 46 s         | Nino Schurter     |
| 2 | 28 mai    | Albstadt,         | Nino Schurter   | Mathieu van der Poel | Anton Cooper         | Nino Schurter     |
| 2 | 28 mai    | Albstadt,         | 1 h 33 min 38 s | + 26 s               | + 49 s               | Nino Schurter     |
| 3 | 2 juillet | Vallnord,         | Nino Schurter   | Mathias Flückiger    | Jordan Sarrou        | Nino Schurter     |
| 3 | 2 juillet | Vallnord,         | 1 h 23 min 28 s | + 18 s               | + 19 s               | Nino Schurter     |
| 4 | 9 juillet | Lenzerheide,      | Nino Schurter   | Jaroslav Kulhavy     | Anton Sintsov        | Nino Schurter     |
| 4 | 9 juillet | Lenzerheide,      | 1 h 29 min 48 s | + 3 s                | + 15 s               | Nino Schurter     |
| 5 | 6 août    | Mont-Sainte-Anne, | Nino Schurter   | Stéphane Tempier     | Gerhard Kerschbaumer | Nino Schurter     |
| 5 | 6 août    | Mont-Sainte-Anne, | 1 h 31 min 51 s | + 10 s               | + 21 s               | Nino Schurter     |
| 6 | 27 août   | Val di Sole,      | Nino Schurter   | Stéphane Tempier     | Julien Absalon       | Nino Schurter     |
| 6 | 27 août   | Val di Sole,      | 1 h 24 min 30 s | + 4 s                | + 47 s               | Nino Schurter     |

| Pos | Cycliste         | Pts  |
| --- | ---------------- | ---- |
| 1.  | Nino Schurter    | 1500 |
| 2.  | Stéphane Tempier | 850  |
| 3.  | Maxime Marotte   | 772  |
| 4.  | David Valero     | 691  |
| 5.  | Jordan Sarrou    | 685  |
| 6.  | Titouan Carod    | 592  |
| 7.  | Anton Cooper     | 530  |
| 8.  | Julien Absalon   | 520  |
| 9.  | Manuel Fumic     | 507  |
| 10. | Florian Vogel    | 496  |

#### Espoirs
| # | Date      | Lieu             | Vainqueur        | Deuxième          | Troisième        | Leader du général |
| - | --------- | ---------------- | ---------------- | ----------------- | ---------------- | ----------------- |
| 1 | 20 mai    | Nove Mesto       | Petter Fagerhaug | Mārtiņš Blūms     | Sebastian Fini   | Petter Fagerhaug  |
| 2 | 27 mai    | Albstadt         | Nadir Colledani  | Georg Egger       | Peter Disera     | Petter Fagerhaug  |
| 3 | 2 juillet | Vallnord         | Simon Andreassen | Alan Hatherly     | Mārtiņš Blūms    | Mārtiņš Blūms     |
| 4 | 8 juillet | Lenzerheide      | Mārtiņš Blūms    | Maximilian Brandl | Nadir Colledani  | Mārtiņš Blūms     |
| 5 | 6 août    | Mont-Sainte-Anne | Mārtiņš Blūms    | Nadir Colledani   | Simon Andreassen | Mārtiņš Blūms     |
| 6 | 27 août   | Val di Sole      | Nadir Colledani  | Mārtiņš Blūms     | Petter Fagerhaug | Mārtiņš Blūms     |

| Pos | Coureur          | Pts |
| --- | ---------------- | --- |
| 1.  | Mārtiņš Blūms    | 420 |
| 2.  | Nadir Colledani  | 363 |
| 3.  | Petter Fagerhaug | 207 |
| 4.  | Georg Egger      | 180 |
| 5.  | Alan Hatherly    | 153 |
| 6.  | Simon Andreassen | 151 |
| 7.  | Peter Disera     | 151 |
| 8.  | Gioele Bertolini | 125 |
| 9.  | Sebastian Fini   | 120 |
| 10. | Vlad Dascalu     | 120 |

### Femmes

#### Élites
| # | Date      | Lieu             | Vainqueur      | Deuxième               | Troisième         | Leader du général |
| - | --------- | ---------------- | -------------- | ---------------------- | ----------------- | ----------------- |
| 1 | 20 mai    | Nove Mesto       | Annika Langvad | Sabine Spitz           | Linda Indergand   | Annika Langvad    |
| 2 | 28 mai    | Albstadt         | Yana Belomoyna | Maja Włoszczowska      | Jolanda Neff      | Yana Belomoyna    |
| 3 | 2 juillet | Vallnord         | Yana Belomoyna | Annika Langvad         | Gunn-Rita Dahle   | Yana Belomoyna    |
| 4 | 9 juillet | Lenzerheide      | Annie Last     | Gunn-Rita Dahle        | Yana Belomoyna    | Yana Belomoyna    |
| 5 | 6 août    | Mont-Sainte-Anne | Yana Belomoyna | Pauline Ferrand-Prévot | Catharine Pendrel | Yana Belomoyna    |
| 6 | 27 août   | Val di Sole      | Jolanda Neff   | Yana Belomoyna         | Maja Włoszczowska | Yana Belomoyna    |

| Pos | Coureuse          | Pts  |
| --- | ----------------- | ---- |
| 1.  | Yana Belomoyna    | 1250 |
| 2.  | Maja Włoszczowska | 1006 |
| 3.  | Annika Langvad    | 744  |
| 4.  | Jolanda Neff      | 715  |
| 5.  | Linda Indergand   | 711  |
| 6.  | Gunn-Rita Dahle   | 704  |
| 7.  | Annie Last        | 653  |
| 8.  | Irina Kalentieva  | 652  |
| 9.  | Emily Batty       | 649  |
| 10. | Anne Tauber       | 601  |

#### Espoirs
| # | Date      | Lieu             | Vainqueur     | Deuxième      | Troisième     | Leader du général |
| - | --------- | ---------------- | ------------- | ------------- | ------------- | ----------------- |
| 1 | 21 mai    | Nove Mesto       | Kate Courtney | Evie Richards | Sina Frei     | Kate Courtney     |
| 2 | 28 mai    | Albstadt         | Evie Richards | Kate Courtney | Sina Frei     | Evie Richards     |
| 3 | 2 juillet | Vallnord         | Sina Frei     | Kate Courtney | Evie Richards | Kate Courtney     |
| 4 | 9 juillet | Lenzerheide      | Kate Courtney | Sina Frei     | Evie Richards | Kate Courtney     |
| 5 | 6 août    | Mont-Sainte-Anne | Kate Courtney | Sina Frei     | Lucie Urruty  | Kate Courtney     |
| 6 | 27 août   | Val di Sole      | Kate Courtney | Sina Frei     | Evie Richards | Kate Courtney     |

| Pos | Coureuse      | Pts |
| --- | ------------- | --- |
| 1.  | Kate Courtney | 500 |
| 2.  | Sina Frei     | 420 |
| 3.  | Evie Richards | 340 |
| 4.  | Haley Batten  | 192 |
| 5.  | Martina Berta | 177 |
| 6.  | Malene Degn   | 173 |
| 7.  | Rocío García  | 170 |
| 8.  | Nicole Koller | 163 |
| 9.  | Léna Gérault  | 153 |
| 10. | Isla Short    | 147 |

## Cross-country eliminator

### Hommes
| # | Date         | Lieu       | Vainqueur          | Deuxième              | Troisième      | Leader du général  |
| - | ------------ | ---------- | ------------------ | --------------------- | -------------- | ------------------ |
| 1 | 6 mai        | Volterra   | Lorenzo Serres     | Alberto Mingorance    | Jeroen van Eck | Lorenzo Serres     |
| 2 | 4 juin       | Columbus   | Simon Rogier       | Alberto Mingorance    | Seth Kemp      | Lorenzo Serres     |
| 3 | 25 juin      | Waregem    | Simon Gegenheimer  | Titouan Perrin-Ganier | Dominik Prudek | Alberto Mingorance |
| 4 | 27 août      | Winterberg | Torjus Bern Hansen | Titouan Perrin-Ganier | Jeroen van Eck | Lorenzo Serres     |
| 5 | 3 septembre  | Apeldoorn  | Simon Gegenheimer  | Alberto Mingorance    | Lehvi Braam    | Alberto Mingorance |
| 6 | 24 septembre | Anvers     | Hugo Briatta       | Simon Gegenheimer     | Lorenzo Serres | Simon Gegenheimer  |

| Pos | Coureur               | Pts |
| --- | --------------------- | --- |
| 1.  | Simon Gegenheimer     | 200 |
| 2.  | Lorenzo Serres        | 176 |
| 3.  | Alberto Mingorance    | 175 |
| 4.  | Simon Rogier          | 119 |
| 5.  | Titouan Perrin-Ganier | 114 |
| 6.  | Jeroen van Eck        | 104 |
| 7.  | Hugo Briatta          | 85  |
| 8.  | Torjus Bern Hansen    | 66  |
| 9.  | Lehvi Braam           | 55  |
| 10. | Fabrice Mels          | 32  |

### Femmes
| # | Date         | Lieu       | Vainqueur           | Deuxième            | Troisième       | Leader du général   |
| - | ------------ | ---------- | ------------------- | ------------------- | --------------- | ------------------- |
| 1 | 25 juin      | Waregem    | Lizzy Witlox        | Ingrid Bøe Jacobsen | Dominik Prudek  | Lizzy Witlox        |
| 2 | 27 août      | Winterberg | Ingrid Bøe Jacobsen | Lizzy Witlox        | Aline Seitz     | Ingrid Bøe Jacobsen |
| 3 | 3 septembre  | Apeldoorn  | Coline Clauzure     | Lizzy Witlox        | Maaike de Huij  | Lizzy Witlox        |
| 4 | 24 septembre | Anvers     | Lizzy Witlox        | Aline Seitz         | Perrine Clauzel | Lizzy Witlox        |

| Pos | Coureuse            | Pts |
| --- | ------------------- | --- |
| 1.  | Lizzy Witlox        | 200 |
| 2.  | Ingrid Bøe Jacobsen | 130 |
| 3.  | Coline Clauzure     | 110 |
| 4.  | Aline Seitz         | 70  |
| 5.  | Majlen Müller       | 59  |
| 6.  | Fien Lammertyn      | 46  |
| 7.  | Lena Putz           | 39  |
| 8.  | Perrine Clauzel     | 30  |
| 9.  | Maaike de Huij      | 30  |
| 10. | Clara Brehm         | 30  |

## Descente

### Hommes

#### Élites
| # | Date        | Lieu             | Vainqueur         | Deuxième       | Troisième         | Leader du général |
| - | ----------- | ---------------- | ----------------- | -------------- | ----------------- | ----------------- |
| 1 | 30 avril    | Lourdes          | Alexandre Fayolle | Mark Wallace   | Marcelo Guttierez | Alexandre Fayolle |
| 2 | 4 juin      | Fort William     | Greg Minnaar      | Jack Moir      | Aaron Gwin        | Greg Minnaar      |
| 3 | 11 juin     | Leogang          | Aaron Gwin        | Loris Vergier  | Greg Minnaar      | Greg Minnaar      |
| 4 | 1er juillet | Vallnord         | Troy Brosnan      | Greg Minnaar   | Danny Hart        | Greg Minnaar      |
| 5 | 8 juillet   | Lenzerheide      | Greg Minnaar      | Troy Brosnan   | Danny Hart        | Greg Minnaar      |
| 6 | 5 août      | Mont-Sainte-Anne | Aaron Gwin        | Dean Lucas     | Danny Hart        | Greg Minnaar      |
| 7 | 26 août     | Val di Sole,     | Aaron Gwin        | Amaury Pierron | Loïc Bruni        | Aaron Gwin        |

| Pos | Coureur           | Pts  |
| --- | ----------------- | ---- |
| 1.  | Aaron Gwin        | 1149 |
| 2.  | Troy Brosnan      | 990  |
| 3.  | Greg Minnaar      | 974  |
| 4.  | Loïc Bruni        | 752  |
| 5.  | Loris Vergier     | 700  |
| 6.  | Danny Hart        | 692  |
| 7.  | Jack Moir         | 682  |
| 8.  | Mark Wallace      | 641  |
| 9.  | Laurie Greenland  | 587  |
| 10. | Alexandre Fayolle | 490  |

#### Juniors
| # | Date        | Lieu             | Vainqueur   | Deuxième           | Troisième          | Leader du général |
| - | ----------- | ---------------- | ----------- | ------------------ | ------------------ | ----------------- |
| 1 | 30 avril    | Lourdes          | Finn Iles   | Kaos Seagrave      | Sylvain Cougoureux | Finn Iles         |
| 2 | 4 juin      | Fort William     | Matt Walker | Finn Iles          | Sylvain Cougoureux | Finn Iles         |
| 3 | 11 juin     | Leogang          | Finn Iles   | Matt Walker        | Kade Edwards       | Finn Iles         |
| 4 | 1er juillet | Vallnord         | Finn Iles   | Matt Walker        | Kade Edwards       | Finn Iles         |
| 5 | 8 juillet   | Lenzerheide      | Finn Iles   | Joe Breeden        | Sylvain Cougoureux | Finn Iles         |
| 6 | 5 août      | Mont-Sainte-Anne | Finn Iles   | Sylvain Cougoureux | Joe Breeden        | Finn Iles         |
| 7 | 26 août     | Val di Sole      | Finn Iles   | Matt Walker        | Sylvain Cougoureux | Finn Iles         |

| Pos | Coureur            | Pts |
| --- | ------------------ | --- |
| 1.  | Finn Iles          | 400 |
| 2.  | Sylvain Cougoureux | 185 |
| 3.  | Matt Walker        | 180 |
| 4.  | Joe Breeden        | 144 |
| 5.  | Kade Edwards       | 136 |
| 6.  | Moritz Ribarich    | 110 |
| 7.  | Kaos Seagrave      | 104 |
| 8.  | Nikolas Nestoroff  | 75  |
| 9.  | Patrick Butler     | 68  |
| 10. | Max Hartenstern    | 62  |

### Femmes

#### Élites
| # | Date        | Lieu             | Vainqueur       | Deuxième        | Troisième           | Leader du général |
| - | ----------- | ---------------- | --------------- | --------------- | ------------------- | ----------------- |
| 1 | 30 avril    | Lourdes          | Rachel Atherton | Tracey Hannah   | Tahnée Seagrave     | Rachel Atherton   |
| 2 | 4 juin      | Fort William     | Tracey Hannah   | Myriam Nicole   | Emilie Siegenthaler | Tracey Hannah     |
| 3 | 11 juin     | Leogang          | Tahnée Seagrave | Tracey Hannah   | Myriam Nicole       | Tracey Hannah     |
| 4 | 1er juillet | Vallnord         | Myriam Nicole   | Tahnée Seagrave | Marine Cabirou      | Tracey Hannah     |
| 5 | 8 juillet   | Lenzerheide      | Myriam Nicole   | Rachel Atherton | Emilie Siegenthaler | Myriam Nicole     |
| 6 | 5 août      | Mont-Sainte-Anne | Tahnée Seagrave | Myriam Nicole   | Tracey Hannah       | Myriam Nicole     |
| 7 | 26 août     | Val di Sole      | Tahnée Seagrave | Myriam Nicole   | Tracey Hannah       | Myriam Nicole     |

| Pos | Coureuse            | Pts  |
| --- | ------------------- | ---- |
| 1.  | Myriam Nicole       | 1375 |
| 2.  | Tahnée Seagrave     | 1284 |
| 3.  | Tracey Hannah       | 1270 |
| 4.  | Rachel Atherton     | 932  |
| 5.  | Emilie Siegenthaler | 852  |
| 6.  | Manon Carpenter     | 644  |
| 7.  | Eleonora Farina     | 638  |
| 8.  | Marine Cabirou      | 567  |
| 9.  | Miranda Miller      | 387  |
| 10. | Carina Cappellari   | 295  |

#### Juniors
| # | Date        | Lieu             | Vainqueur       | Deuxième        | Troisième           | Leader du général |
| - | ----------- | ---------------- | --------------- | --------------- | ------------------- | ----------------- |
| 1 | 30 avril    | Lourdes          | Mélanie Chappaz | Flora Lesoin    | Alessia Missiaggia  | Mélanie Chappaz   |
| 2 | 4 juin      | Fort William     | Megan James     | Mélanie Chappaz | Flora Lesoin        | Mélanie Chappaz   |
| 3 | 11 juin     | Leogang          | Paula Zibasa    | Mélanie Chappaz | Alessia Missiaggia  | Mélanie Chappaz   |
| 4 | 1er juillet | Vallnord         | Megan James     | Mélanie Chappaz | Beatrice Migliorini | Mélanie Chappaz   |
| 5 | 8 juillet   | Lenzerheide      | Paula Zibasa    | Mélanie Chappaz | Shania Rawson       | Mélanie Chappaz   |
| 6 | 5 août      | Mont-Sainte-Anne | Mélanie Chappaz | Mazie Hayden    | Kaytlin Melvin      | Mélanie Chappaz   |
| 7 | 26 août     | Val di Sole      | Mélanie Chappaz | Paula Zibasa    | Beatrice Migliorini | Mélanie Chappaz   |

| Pos | Coureuse            | Pts |
| --- | ------------------- | --- |
| 1.  | Mélanie Chappaz     | 340 |
| 2.  | Paula Zibasa        | 160 |
| 3.  | Megan James         | 120 |
| 4.  | Flora Lesoin        | 70  |
| 5.  | Alessia Missiaggia  | 65  |
| 6.  | Beatrice Migliorini | 45  |
| 7.  | Mazie Hayden        | 40  |
| 8.  | Kaytlin Melvin      | 20  |
| 9.  | Shania Rawson       | 20  |
| 10. | Samantha Kingshill  | 10  |